# چنگ بنهوا
چنگ بنهوا (چینی: 程本華؛ انگلیسی: Cheng Benhua؛ ۱۹۱۴–۱۹۳۸) یک زن جنگنده ضد ژاپنی اهل چین در جنگ جهانی دوم بود که پس از تجاوز گروهی توسط سربازان ژاپنی، در سن ۲۴ سالگی کشته شد. او در سال ۱۹۳۷زمانی که ژاپن پیش از آغاز جنگ جهانی دوم به چین حمله کرد هدایت یک جنبش محلی مقاومت را بر عهده داشت.
چنگ در سال ۱۹۱۴ در دهکده گازیانگ واقع در ایالت آن‌هوئی در شرق چین زاده شد. در حالی که هنوز در مدرسه راهنمایی بود، به یک سازمان محلی دانش آموزان از پیشاهنگان پسران چین پیوست و آموزش‌های سخت نظامی را دریافت کرد.
هنگامی که جنگ دوم چین و ژاپن (۱۹۳۷–۱۹۳۷) مقاومت مردم چین در برابر تجاوز ژاپنی‌ها در سال ۱۹۳۷ آغاز شد، چنگ در جنبش نجات ملی ضد ژاپنی آن زمان فعالانه شرکت کرد و مانند بسیاری دیگر از هموطنان جوان چینی در اطرافش، به مقاومت کمک کرد.
در ماه مه سال ۱۹۳۸، نیروهای ژاپنی منطقه را اشغال کردند. چنگ دیگر سربازان را برای جنگ با دشمن هدایت کرد اما سرانجام دستگیر شد، به زندان افتاد.
تصویری که یک عکاس ژاپنی لحظاتی پیش از اعدام او در سال ۱۹۳۸ ثبت کرد به نمادی برای مبارزه شجاعانه تبدیل شد. نیروهای ژاپنی پیش از کشتن او با نیزه، به شکل گروهی به او تجاوز کردند اما در این تصویر چنگ در حالی که دست به سینه ایستاده و مستقیم به لنز دوربین نگاه می‌کند، گویی به مرگ لبخند می‌زند. به منظور بزرگداشت این مبارز، مجسمه‌ای ۵ متری از او در همین حالت ساخته شده که در شهر نانجینگ که یکی از بدترین کشتارهای جنگ جهانی دوم در آن رخ داد، قرار دارد.